# اس‌اس برتانی (۱۹۵۱)
اس‌اس برتانی (۱۹۵۱) (به انگلیسی: SS Bretagne (1951)) یک کشتی بود که طول آن ۱۷۷ متر (۵۸۰ فوت ۹ اینچ) بود. این کشتی در سال ۱۹۵۱ ساخته شد.